# Christopher Miles
Christopher Miles (* 19. April 1939 in London, Vereinigtes Königreich; † 15. September 2023) war ein britischer Filmregisseur, Filmproduzent und Drehbuchautor.

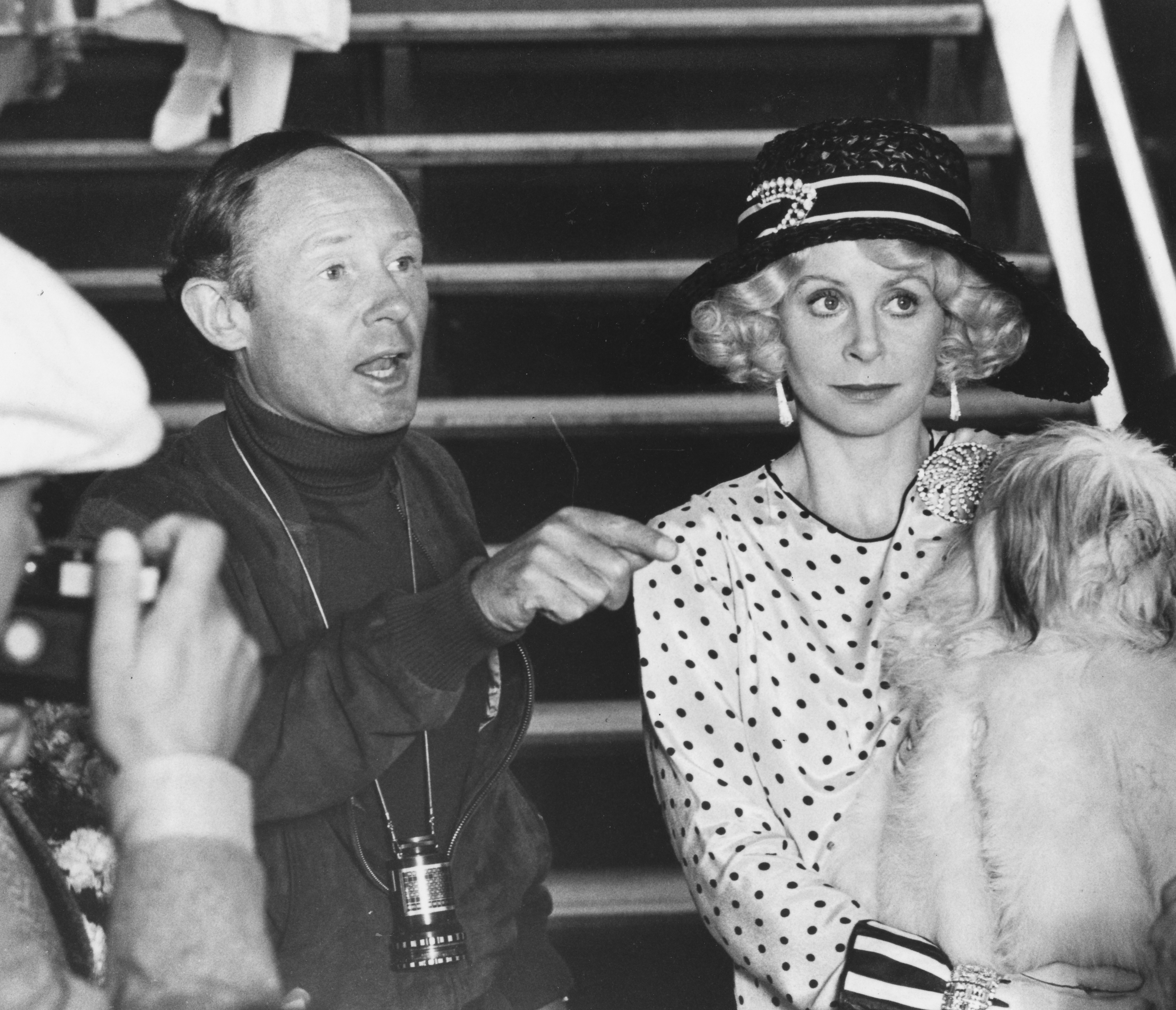
Christopher Miles und seine Schwester Sarah Miles während der Dreharbeiten zu dem Film Priest of Love (1980)

## Leben und Wirken
Das älteste von vier Kindern, zugleich Bruder der bekannten Schauspielerin Sarah Miles, besuchte von 1953 bis 1957 das Winchester College. 1957 wurde ein von Christopher Miles angefertigter Amateurfilm im Rahmen des Kinderprogramms All Your Own als erste 8-Millimeter-Produktion im britischen BBC-Fernsehen gezeigt. Mit 19 Jahren, so wurde berichtet, verhafteten rotchinesische Stellen den wegen einer filmischen Auftragsarbeit gerade in der Volksrepublik China weilenden Miles wegen vorgeblicher Spionage und verhörten ihn nonstop 20 Stunden lang. Wieder zurück in Europa, entschloss sich Miles dazu, eine professionelle Rundum-Ausbildung in Sachen Film zu absolvieren.
Er ging 1961 nach Paris und besuchte dort bis zum Folgejahr das renommierte Institut des hautes études cinématographiques. Wieder daheim in England, begann Miles sofort Filme zu inszenieren. Bereits sein kurzer Erstling, die knapp halbstündige Dreiecksgeschichte um eine Frau zwischen zwei Männern, The Six-Sided Triangle, brachte ihm 1964 eine Oscar-Nominierung ein. Daraufhin wurde Christopher Miles auch mit Langfilm-Regien betraut. Doch keine seiner Folgeinszenierungen, darunter Das Mädchen und der Zigeuner, die 1970 für den Golden Globe Award nominiert wurde, sowie Das Pariser Appartement, Die Zofen und Bleib mir ja vom Leib, die mit Franco Nero, Mel Ferrer, Glenda Jackson, Susannah York und Roger Moore durchaus prominent besetzt waren, erwiesen sich als großer Kritiker- oder gar Publikumserfolg. In der Folgezeit drehte Miles, dessen Output für fünf Jahrzehnte Filmschaffen nicht eben üppig ist, in der Regel für das Fernsehen. Seit den 1980er Jahren entwickelte er als Filmemacher immer häufiger Interesse an Sportthemen, oftmals auch im Zusammenhang historischer Entwicklungen. Miles’ letzte Arbeit war 2012 eine einstündige Dokumentation anlässlich der XXX. Olympischen Spiele in London.
Christopher Miles heiratete 1967 die Malerin Suzy Armstrong. Mit ihr bekam er eine Tochter namens Sophie, die als Malerin und Töpferin arbeitet. Sein zeitweiliger Schwager war der doppelte Oscar-Preisträger Robert Bolt.

## Filmografie (Auswahl)
Als Regisseur, wenn nicht anders angegeben
- 1963: The Six-Sided Triangle (Kurzfilm, auch Drehbuch und Produktion)
- 1964: Rhythm ’n’ Greens (Kurzfilm, auch Drehbuch)
- 1965: Up Jumped a Swagman
- 1970: Das Mädchen und der Zigeuner (The Virgin and the Gypsy)
- 1971: Das Pariser Appartement (A Time for Loving)
- 1972: Zinotchka (Fernsehkurzfilm)
- 1974: Die Zofen (The Maids, auch Drehbuch)
- 1975: Bleib mir ja vom Leib (That Lucky Touch)
- 1977: Alternative 3 (Fernsehfilm)
- 1980: Priest of Love (auch Produktion)
- 1982: Daley’s Decathlon (Fernsehfilm, auch Produktion)
- 1984: Marathon (Fernsehdokumentation, auch Drehbuch)
- 1986: Lord Elgin and Some Stones of Value (Fernsehfilm, auch Produktion)
- 1997: Liebe in der Antike (Love in the Ancient World) (Fernsehfilm, auch Drehbuch und Produktion)
- 1999: The Clandestine Marriage
- 2012: Fire From Olympia (Videodokumentation, auch Drehbuch und Produktion)